# Đảng Thanh niên Campuchia
Đảng Thanh niên Campuchia (CYP; tiếng Khmer: គណបក្សយុវជនកម្ពុជា) là một đảng phái chính trị Campuchia thân chính phủ do Pich Sros thành lập. Đảng này vốn được dư luận biết đến là một trong những đảng kêu gọi Đảng Cứu quốc Campuchia (CNRP) giải tán sau khi họ bị tố cáo có âm mưu lật đổ chính phủ hiện tại. Đảng này cũng là một trong 20 chính đảng tham gia Diễn đàn Tham vấn do Thủ tướng đương nhiệm Hun Sen thành lập. Trong thời gian tham gia diễn đàn này, Đảng Thanh niên Campuchia cũng cố gắng bảo tồn hồ Boeung Prek Toap.

## Bối cảnh
Đảng Thanh niên Campuchia được Pich Sros thành lập vào tháng 12 năm 2015 nhằm tập trung vào tầng lớp thanh niên có hoàn cảnh khó khăn ở Campuchia, đồng thời tạo cơ hội việc làm và giáo dục cho họ, với câu nói "Sự quan tâm của giới trẻ là lý do tôi lập ra đảng này". Ông nhắm tới mục tiêu để thực hiện điều này bằng cách tham gia cuộc tổng tuyển cử tiếp theo ở Campuchia, dự kiến diễn ra vào ngày 29 tháng 7 năm 2018.

## Lịch sử bầu cử gần đây

### Tổng tuyển cử
| Năm  | Lãnh đạo đảng | Phiếu bầu | Phiếu bầu | Phiếu bầu | Số ghế  | Số ghế | Thứ hạng | Chính phủ |
| Năm  | Lãnh đạo đảng | #         | %         | ±         | #       | ±      | Thứ hạng | Chính phủ |
| ---- | ------------- | --------- | --------- | --------- | ------- | ------ | -------- | --------- |
| 2018 | Pich Sros     | 39,333    | 0.62      | Mới       | 0 / 125 | Mới    | thứ 12   | CPP       |
| 2023 | Pich Sros     | 97,412    | 1.25      | 0.63      | 0 / 125 | 0      | thứ 4    | CPP       |

### Bầu cử cấp xã
| Năm  | Lãnh đạo đảng | Phiếu bầu | Phiếu bầu | Phiếu bầu | Xã trưởng | Xã trưởng  | Ủy viên xã | Ủy viên xã | Thứ hạng |
| Năm  | Lãnh đạo đảng | #         | %         | ±         | #         | ±          | #          | ±          | Thứ hạng |
| ---- | ------------- | --------- | --------- | --------- | --------- | ---------- | ---------- | ---------- | -------- |
| 2017 | Pich Sros     | 1,505     | 0.02      | 0.02      | 0 / 1.646 | Giữ nguyên | 0 / 11.572 | Giữ nguyên | thứ 9    |
| 2022 | Pich Sros     | 13,643    | 0.19      | 0.17      | 0 / 1.652 | Giữ nguyên | 3 / 11.622 | 3          | thứ 6    |